# Ga Chupungnyeong
Ga Chupungnyeong là ga trên Tuyến Gyeongbu nằm ở Chupungnyeong-ri, Chupungnyeong-myeon, Yeongdong-gun, Chungcheongbuk-do. Nhà ga này là ga cao nhất trong số các ga trên tuyến Tuyến Gyeongbu.